# Spatodea dzwonkowata
Spatodea dzwonkowata (Spathodea campanulata) – gatunek wiecznozielonego drzewa z monotypowego rodzaju spatodea (Spathodea P. Beauv.) z rodziny bignoniowatych. Gatunek pochodzi z Afryki równikowej, ale rozprzestrzenił się również na wyspy Seszele, Hawaje i niektóre wyspy Karaibów. Jest uprawiany w wielu częściach świata jako drzewo ozdobne ze względu na efektowne kwiaty przypominające kwiaty tulipanów i dlatego bywa też nazywane „drzewem tulipanowym”.
Uznany został za jeden ze 100 najbardziej inwazyjnych gatunków na świecie.

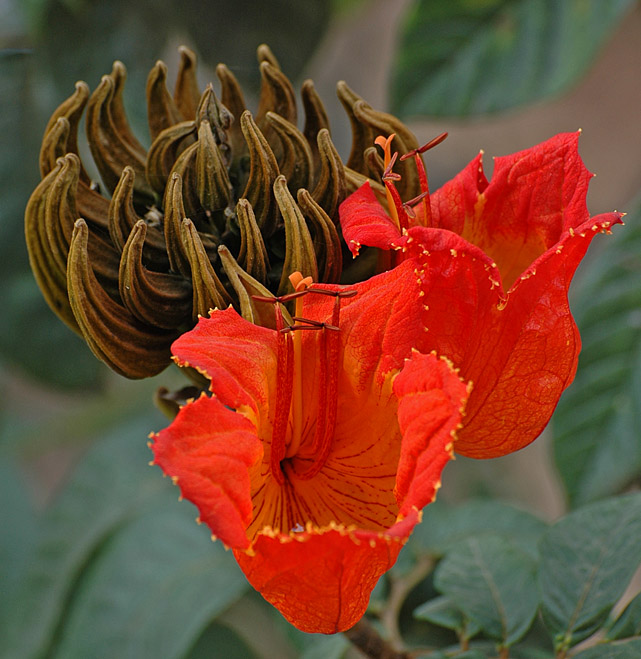
Kwiaty

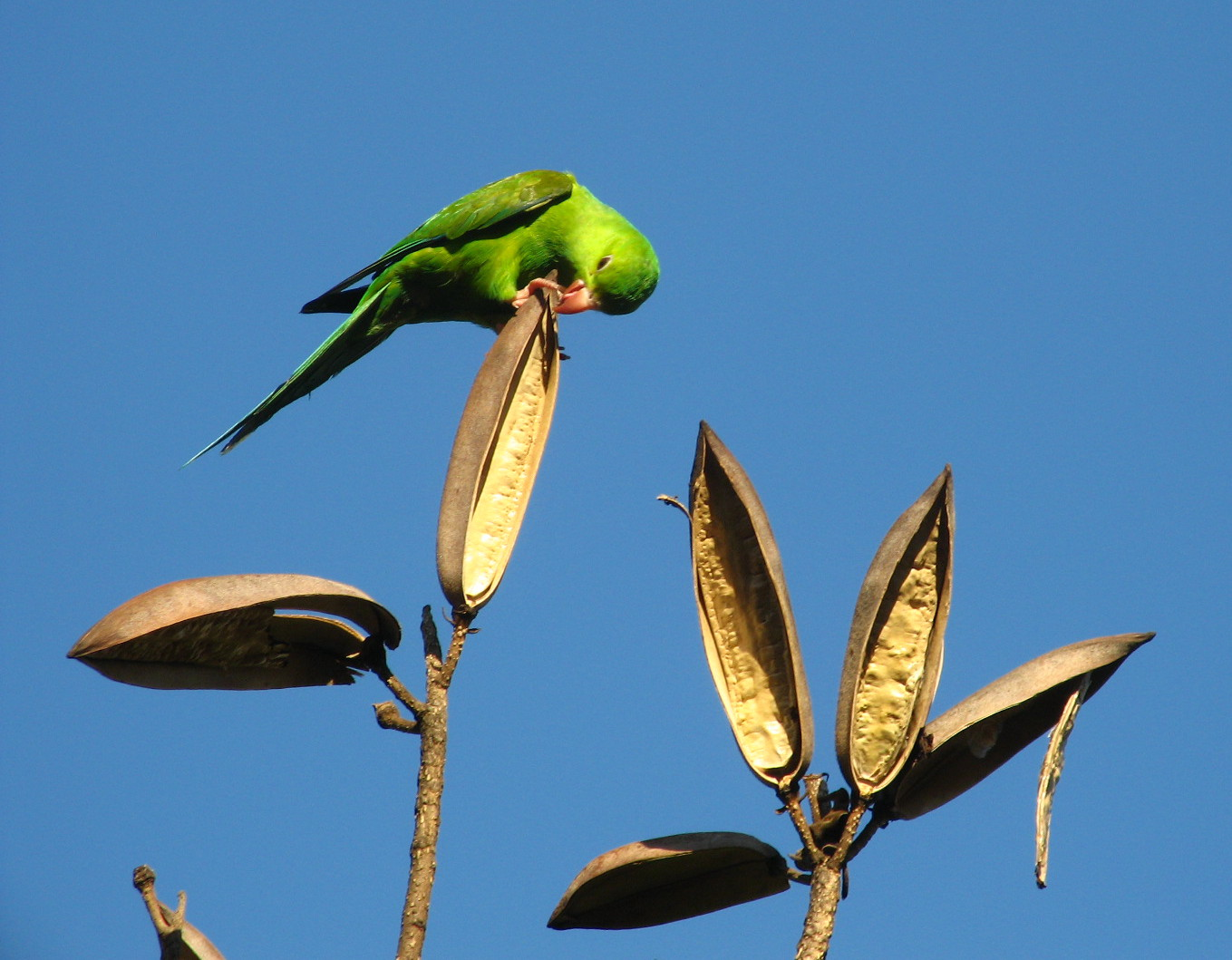
Dojrzałe owoce

## Morfologia
PokrójDrzewo osiągające do 25 m wysokości, korona zwarta, jajowata.
LiściePierzaste, naprzeciwległe, o długości do 40 cm, z eliptycznymi listkami o długości do 16 cm.
KwiatyZebrane w baldachogrona na końcach pędów. Korona pięcioklapowa, pomarańczowoczerwona, rzadko żółta.
OwoceWzniesione, o długości do 25 cm. Dojrzałe pękają na dwie połowy i uwalniają liczne, oskrzydlone nasiona.

## Zastosowanie
- Drzewo ozdobne popularne w krajach tropikalnych, obficie kwitnące w porze deszczowej. Nie zaleca się jego sadzenia w pobliżu budynków, ponieważ kwiaty wabią żerujące na mięsistych płatkach nietoperze, których piski mogą być uciążliwe. Poza tym drzewa z wiekiem stają się kruche i łatwo łamią się podczas silnych wiatrów[5].
- W Ghanie kora i liście stosowane w medycynie tradycyjnej do leczenia oparzeń, potencjalne działanie przeciwmalaryczne[7].